# Вердомичи
Вердомичи (бел. Вердамічы) — агрогородок в Свислочском районе Гродненской области.
Вердомичи входят в состав и являются центром Вердомичского сельсовета. Расположены в 15 км к востоку от Свислочи, 117 км от Гродно и в 6 км от железнодорожной станции Саки.

## Население
- 495 жителей, 210 дворов (1996)

## Инфраструктура
- Средняя школа
- Библиотека и клуб
- Амбулатория
- Отделение связи

## Достопримечательности
- Приусадебный парк при бывшей усадьбе Толлочко (XIX век) | Знак «Историко-культурная ценность» | Объект Государственного списка историко-культурных ценностей Республики Беларусь Код: 412Г000472 |
- Парк совхоза «Вердомичи» — ботанические памятники природы республиканского значения

### Утраченное наследие
- Часовня-усыпальница
- Дворец Толлочко

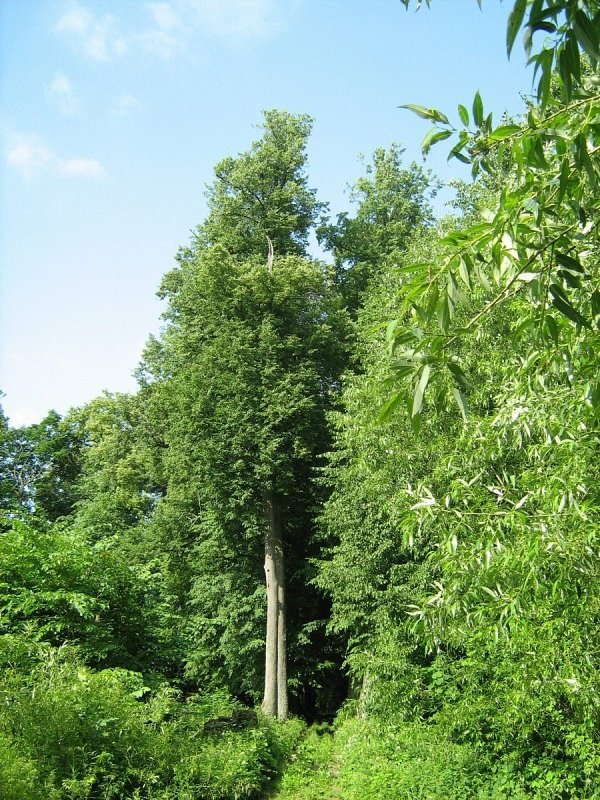
Парк совхоза «Вердомичи»